# Tobias Mindernickel
Tobias Mindernickel ist eine Novelle von Thomas Mann aus dem Jahr 1898. Der ursprüngliche Titel lautete Mitleid.

## Inhalt
Mindernickel, ein menschenscheuer Mann, verlässt nur selten seine schmucklose Wohnung im obersten Stockwerk eines ärmlichen Mietshauses in der „Grauen Straße Nr. 47“, da er dann in seinem Viertel sofort von Straßenjungen verspottet wird und die Erwachsenen diesem Treiben keinen Einhalt gebieten. Ausgelöst hat diese Unart und Herzlosigkeit seiner Mitmenschen nicht nur Mindernickels altmodisches und schäbiges Äußeres und sein grämliches Gesicht, das aussieht, „als hätte ihm das Leben verächtlich lachend mit voller Faust hineingeschlagen“, sondern vor allem sein verhuschtes Unterlegenheitsgefühl. Er war „einfach dem Dasein selbst nicht gewachsen“ und machte „den peinvollen Eindruck, als hätte die Natur ihm das Maß von Gleichgewicht, Kraft und Rückgrat versagt, das hinlänglich wäre, mit erhobenem Kopf zu existieren.“
Eines Tages stolpert einer der Jungen, die ihn immer verfolgen, stürzt auf das Straßenpflaster und schlägt sich die Stirn blutig. Plötzlich ist Tobias wie verwandelt, hilft dem Knaben auf, tröstet ihn und verbindet ihm mit seinem Taschentuch die Wunde. Der Vorfall spricht sich herum, und eine Zeit lang wird Mindernickel nun in Ruhe gelassen, doch ist dies nicht von langer Dauer. Bald geht wieder alles seinen gewohnten Gang.
Auf einem seiner seltenen Spaziergänge kauft sich Mindernickel spontan einen jungen Jagdhund, den er mit in seine Wohnung nimmt und Esau nennt. Nun hat Tobias, dessen Wohnung bislang ohne Leben war – auch in dem Blumentopf auf seiner dunklen Fensterbank, an dem er hin und wieder riecht, befindet sich nur Erde und wächst nichts – endlich Gesellschaft und eine Beschäftigung. Vor allem aber hat er jemanden, der von ihm abhängig ist, dem er sein Mitgefühl schenken und bei dem er das Herrchen spielen und seine sonstige Ohnmacht vergessen kann. Esau lernt schnell zu gehorchen. Lässt sein Gehorsam aber einmal nach, wird Tobias schnell ungeduldig und gerät in einen „unverhältnismäßigen und tollen Zorn“. Gnadenlos drischt er mit einem Stock auf den kleinen Welpen ein, lässt jedoch ebenso schnell wieder Gnade vor Recht ergehen, versöhnt sich mit dem winselnden Tier, genießt es, ihm sein Erbarmen und Mitleid zu zeigen und verwöhnt es von morgens bis abends.
Esau ist auf Dauer allerdings nicht bereit, sich den ganzen Tag nur verhätscheln und auf dem Sofa kraulen zu lassen; er muss seinem Bewegungsdrang nachgeben. Eines Tages flieht er sogar hinaus auf die Gasse, was dann zu einem besonderen Vergnügen für die Nachbarn wird. Mindernickel reagiert auf solche Anwandlung jugendlicher Lebenslust erneut mit einem höchst verbitterten Ausbruch prügelnder Gewalt.
Als Esau dagegen wenige Wochen später, während Mindernickel ihm sein Futter zubereiten will, in das ungeschickt gehaltene Messer rennt und sich dabei schwer verletzt, kennt Mindernickels Glück keine Grenzen: Der Hund kann nun nicht mehr übermütig und „grundlos“ umhertoben, sondern muss sich pflegen und bedauern lassen, eine Pflicht, der sein Herrchen nur allzu gern erleichtert, behutsam und hingebungsvoll nachkommt.
Doch kaum ist Esau wieder genesen, beginnen die alten Schwierigkeiten. Vergrämt beobachtet Mindernickel das lebenslustige Tier. Plötzlich packt ihn ein erneuter Anfall blinder Wut. Er ergreift das Messer, springt mit einem Satz auf Esau zu und jagt ihm die Klinge mit einem gewaltigen Schnitt bis tief in die Brust. Im nächsten Augenblick lagert er den röchelnden Hund unter bedauernden Reden aufs Sofa und kniet vor ihm nieder, um ihn wieder versorgen zu können. Doch er hat zu heftig zugestochen. Das Tier stirbt ihm unter den Händen weg, und Tobias „weinte bitterlich“.

## Ausgaben
- Thomas Mann: Der kleine Herr Friedemann und andere Novellen. S. Fischer, Berlin 1909. 171 Seiten, Inhalt: Der Wille zum Glück / Enttäuschung / Der Bajazzo / Tobias Mindernickel / Luischen / Die Hungernden / Das Eisenbahnunglück.
- Thomas Mann: Ausgewählte Erzählungen. Bermann-Fischer, Stockholm 1948. 6.–12. Auflage, 860 Seiten. Dünndruck, Leinen (Stockholmer Gesamtausgabe). Inhalt: Der kleine Herr Friedemann / Enttäuschung / Tristan / Tobias Mindernickel / Tonio Kröger / Der Weg zum Friedhof / Herr und Hund / Der Kleiderschrank / Bekenntnisse des Hochstaplers Felix Krull / Der Tod in Venedig / Beim Propheten / Unordnung und frühes Leid / Schwere Stunde / Mario und der Zauberer / Das Wunderkind / Die vertauschten Köpfe / Das Gesetz.
- Thomas Mann: Sämtliche Erzählungen. Band 1. Fischer-Taschenbuch-Verlag, Frankfurt 1987, ISBN 3-10-348115-2, S. 95–101